# Titularbistum Hemeria
Hemeria (ital.: Emeria) ist ein Titularbistum der römisch-katholischen Kirche.
Es geht zurück auf en früheres Bistum der gleichnamigen antiken Stadt in der römischen Provinz Mesopotamia bzw. Osrhoene in der heutigen Türkei. Das Bistum gehörte der Kirchenprovinz Edessa an.
| Titularbischöfe von Hemeria |                                |                                                        |                    |                   |
| Nr.                         | Name                           | Amt                                                    | von                | bis               |
| 1                           | Andrea Gioannetti OSBCam       | Apostolischer Administrator von Bologna (Kirchenstaat) | 29. Januar 1776    | 15. Dezember 1777 |
| 2                           | Johann Adam Behr               | Weihbischof in Bamberg (Hochstift Bamberg)             | 30. September 1778 | 5. November 1805  |
| 3                           | Alfred-Henri-Marie Baudrillart | Rektor des Institut Catholique de Paris (Frankreich)   | 29. Juli 1921      | 12. April 1928    |
| 4                           | Justin Cawet                   | Koadjutorbischof von Namur (Belgien)                   | 28. Januar 1929    | 16. Oktober 1941  |
| 5                           | José Maria Cuenco              | Weihbischof in Jaro (Philippinen)                      | 22. November 1941  | 24. November 1945 |
| 6                           | Alfredo Vicente Scherer        | Weihbischof in Porto Alegre (Brasilien)                | 13. Juni 1946      | 30. Dezember 1946 |
| 7                           | Zdzisław Goliński              | Koadjutorbischof von Lublin (Volksrepublik Polen)      | 28. März 1947      | 22. April 1951    |
| 8                           | Augusto Gianfranceschi         | Weihbischof in Venedig (Italien)                       | 28. Juli 1953      | 3. Februar 1957   |
| 9                           | George Joseph Biskup           | Weihbischof in Dubuque (USA)                           | 9. März 1957       | 30. Januar 1965   |